# Чтение мыслей
Чтение мыслей или чтение мозга — это использование реакции нескольких вокселов в мозге для декодирования исходного стимула, вызвавшего их. Это стало возможно благодаря достижениям в области нейровизуализации и других неинвазивных измерений активности мозга человека. Направления в области чтения мозга различаются по типу используемого декодирования (то есть классификации, идентификации и реконструкции), цели (то есть декодирование визуальных паттернов, слуховых паттернов, психических состояний) и используемых алгоритмов декодирования (линейная классификация, нелинейная классификация, прямая реконструкция, байесовские методы и т. д.).
Профессор нейропсихологии Барбара Саакян поясняет: «Многие нейробиологи в этой области очень осторожны и говорят, что мы не можем говорить о чтении мыслей людей, и прямо сейчас это верно, но мы продвигаемся вперед так быстро, что скоро мы сможем сказать, сочиняет ли кто-то историю или намеревается совершить преступление, с определенной степенью уверенности».

## Применение

### Естественные изображения
Идентификация сложных естественных изображений возможна с использованием вокселов из экстрастриальной зрительной коры (зрительные области V3A, V3B, V4 и латеральная затылочная область) вместе с байесовским выводом. Этот подход к чтению мозга использует три компонента: модель структурного кодирования, которая характеризует активность в зрительных областях; модель семантического кодирования, характеризующая активность в передних зрительных областях; и априорная вероятность, которая описывает статистическое распределение структурных и семантических сцен.
Одна из экспериментальных процедур в этой области заключалась в следующем. Сперва испытуемые просматривали 1750 черно-белых естественных изображений, и исследователи установили корреляцию между изображениями и активацией определенных вокселей в мозге. Затем испытуемым показали еще 120 новых контрольных изображений, и информация из предыдущих сканирований использовалась для их реконструкции. Используемые естественные изображения включали изображения приморского кафе и гавани, исполнителей на сцене и густой листвы.
В 2008 году IBM подала заявку на патент на технологию извлечения мысленных образов человеческих лиц из человеческого мозга. Он использует петлю обратной связи, основанную на измерениях активности в области веретенообразной извилины в мозге, которая активируется пропорционально степени распознавания лиц.
Одна из сложностей идентификации мыслей состоит в том, что информация, с которой человек имеет дело в обычной жизни, часто является динамичной, в то время как изменения, фиксируемые фМРТ, происходят очень медленно. В 2011 году команда под руководством Синдзи Нисимото использовала данные об активности мозга, полученные с помощью МРТ, чтобы частично реконструировать динамические изображения, представленные добровольцам. Чтобы преодолеть низкое временное разрешение, исследователи разработали новую модель того, как информация о движущихся объектах обрабатывается в человеческом мозге. Во время исследования добровольцы смотрели клипы из нескольких видеороликов 10 раз. Исследователи фиксировали движения глаз испытуемых и изменения кровотока в их мозге, а затем проанализировали шаблоны активации отдельных вокселей. Затем с использованием Байесовских методов исследователи разработали декодер, который позволяет реконструировать пространственно-временную структуру просмотренных изображений.

### Детекция лжи
Анализ мозговых данных был предложен как альтернатива полиграфам в качестве детектора лжи. Еще одной альтернативой полиграфическим аппаратам является функциональная МРТ, зависящая от уровня кислорода в крови. Этот метод основан на отслеживании изменения концентрации насыщенного кислородом гемоглобина в разных участках головного мозга, хотя взаимосвязь между кровотоком и нейронной активностью еще не полностью понята. Еще одним методом узнать скрытую информацию является дактилоскопия мозга, которая использует ЭЭГ, чтобы определить, обладает ли человек определенным воспоминанием или информацией, идентифицируя электрический потенциал, связанный с событиями (P300).
Был высказан ряд опасений по поводу точности и этических аспектов чтения мозга для распознавания лжи. Лабораторные исследования показали точность до 85 %; однако есть опасения по поводу того, что это означает для ложноположительных результатов: "Если распространенность "скрывающих" в исследуемой группе низкая, тест даст гораздо больше ложноположительных, чем правильных результатов; примерно один человек из пяти будет ложно обвинен". Этические проблемы, связанные с использованием чтения мозга в качестве детектора лжи, включают неправильное применение из-за принятия технологии до того, как ее надежность и достоверность могут быть должным образом оценены и из-за неправильного понимания технологии, а также проблемы конфиденциальности из-за беспрецедентного доступа к личным мыслям человека. Однако было отмечено, что использование детектора лжи на полиграфе вызывает аналогичные опасения по поводу достоверности результатов и нарушения конфиденциальности.

### Интерфейсы человек-машина

The Emotiv Epoc - это один из способов, с помощью которого пользователи могут отдавать команды устройствам, используя только мысли.

Считывание данных с мозга также было рассмотрено, как метод улучшения интерфейса человек-машина путем использования ЭЭГ для определения нужных состояний мозга человека. В последние годы наблюдается быстрый рост числа патентов на технологии, связанные с чтением мозговых волн, с менее чем 400 в 2009-2012 годах до 1600 в 2014 году. К ним относятся предлагаемые способы управления видеоиграми с помощью мозговых волн и "нейромаркетинга" для определения чьих-либо мыслей о новом продукте или рекламе.
Австралийская компания по производству электроники Emotiv Systems продемонстрировала гарнитуру, которую можно обучить распознавать шаблоны мышления пользователя для различных команд. Тан Ле продемонстрировал способность гарнитуры манипулировать виртуальными объектами на экране и обсудил возможное применение таких устройств в будущем, от управления инвалидными креслами до использования вместо мыши и клавиатуры.

### Трекинг внимания
По сигналам фМРТ можно отследить, какую из двух форм конкурирующих бинокулярных иллюзий субъективно испытывал человек.
Когда люди думают о каком-либо предмете, например об отвертке, активизируется множество различных областей мозга. Марсель Джаст и его коллега Том Митчелл использовали МРТ-сканирование мозга, чтобы научить компьютер распознавать части мозга, связанные с конкретными мыслями. Эта технология также привела к открытию: сходные мысли в разных человеческих мозгах удивительно похожи неврологически. Чтобы проиллюстрировать это, Джаст и Митчелл использовали свой компьютер, чтобы предсказать, основываясь только на данных фМРТ, о каком из нескольких изображений думал доброволец. Компьютер был точен на 100 %, но пока машина различает только 10 изображений.

### Распознавание мыслей
Категория события, которое человек пытается вспомнить, может быть определена с помощью МРТ, прежде чем он скажет, что он вспомнил.
16 декабря 2015 года исследование, проведенное Тосимасой Ямадзаки в Технологическом институте Кюсю, показало, что во время игры "камень-ножницы-бумага" компьютер смог определить выбор, сделанный испытуемыми, прежде чем они пошевелили рукой. ЭЭГ использовалась для измерения активности в области Брока, чтобы распознать слова за две секунды до того, как они были произнесены.

### Распознавание слов
Утверждается, что статистический анализ мозговых волн ЭЭГ позволяет распознавать фонемы  и на уровне от 60% до 75% — слова, обозначающие цвет и визуальные формы.
31 января 2012 года Брайан Пасли и коллеги из Калифорнийского университета в Беркли опубликовали свою статью в журнале PLoS Biology, в которой декодировали звук, который слышали испытуемые, путем сбора и анализа электрических сигналов из мозга во время обработки звуковых сигналов. Исследовательская группа провела свои исследования на верхней височной извилине, которая задействована в поздних этапах обработки, чтобы извлечь смысл из слуховой информации. Исследовательская группа использовала компьютерную модель для анализа различных частей мозга, которые могут быть вовлечены в обработку звуковых сигналов. Используя вычислительную модель, ученые смогли определить активность мозга, хакартерную для обработки отдельных слов. Позже эта информация была использована для воспроизведения речевых спектограмм на основе нейронной активности испытуемых. Однако восстановленный звук был плохого качества, и слова могли быть распознаны только в том случае, если паттерны звуковых волн восстановленного звука совпадали с паттернами звуковых волн исходного звука. Тем не менее, это исследование может стать первым шагом на пути к более точной идентификации звука по нейронной активности.

### Предсказывание действий
В 2008 году одной исследовательской группе удалось предсказать, будет ли испытуемый нажимать на кнопку левой или правой рукой, с точностью до 60 %. Это примечательно не только потому, что точность предсказания превысила уровень случайности, но и потому, что ученые смогли сделать эти прогнозы за 10 секунд до того, как испытуемый начал действовать – задолго до того, как испытуемый осознал, что он принял решение. Эти данные еще более поразительны в свете других исследований, предполагающих, что решение сделать движение и, возможно, способность отменить это движение в последнюю секунду могут быть результатом бессознательной обработки.
Эксперимент Джона Дилан-Хейнс также продемонстрировал, что ФМРТ можно использовать для определения того, собирается ли доброволец сложить или вычесть два числа в своей голове.

### Предиктивное кодирование в мозге
Методы декодирования нейронной активности использовались для проверки теорий предиктивного кодирования и исследования того, как информация из более глубоких слоев мозга влияют на такие области, как зрительная кора. Исследования с использованием декодирования результатов фМРТ показали, что предсказания  сенсорных сигналов и последствий наших действий  лучше декодируются в зрительных областях мозга. Возможно, что предсказание "обостряет" представления в соответствии с ожиданиями.

### Виртуальная среда
Также было показано, что считывание данных с мозга может быть достигнуто в сложной виртуальной среде.

### Эмоции
Джаст и Митчелл также утверждают, что они начинают распознавать доброту, лицемерие и любовь в мозговой активности.

### Безопасность
В 2013 году исследовательская группа, возглавляемая профессором Калифорнийского университета в Беркли Джоном Чжуаном, опубликовала результаты в аутентификации личности на основе мозговых волн в качестве замены паролей. Технологии использования биометрических данных для аутентификации непрерывно улучшались с 1980-х годов, но исследовательская группа Чуанга нашла метод более быстрый и менее навязчивый, чем сканирование сетчатки глаза, снятие отпечатков пальцев и распознавание голоса. Технология, выбранная для улучшения мер безопасности, это электроэнцефалограмма (ЭЭГ), или измеритель мозговых волн, которая позволяет преобразовать пароли в "передаваемые мысли". Используя этот метод, Чжуан и его команда смогли настроить задачи и их пороговые значения аутентификации до такой степени, что смогли снизить частоту ошибок до менее 1%, что значительно лучше, чем у остальных методов. Чтобы привлечь пользователей, команда пытается найти умственные задачи, которые бы приносили удовольствие пользователям, идентифицируя их мозговые волны. Этот метод аутентификации потенциально дешевле, доступнее и проще чем используемые сегодня технологии.
“Чтение мыслей” может быть также использовано при расследовании преступлений. Например, Джон-Дилан Хейнс утверждает, что ФМРТ может быть использована, чтобы распознать узнавание знакомой информации в мозге. В качестве примера он приводит допрос преступника о том, узнает ли он место преступления или орудие убийства.

## Методы анализа

### Классификация
Для задач классификации исследователи устанавливают шаблоны активности мозга при обработке стимулов конкретного класса и сопоставляют их с активностью при обработке новых стимулов. Этот подход неоднократно использовался для классификации визуальных стимулов, а также когнитивных состояний.

### Реконструкция
Цель реконструкции состоит в том, чтобы полностью воссоздать изображение, воспринимаемое человеком. В ранних исследованиях воксели из областей зрительной коры (V1, V2 и V3) использовались для реконструкции геометрических стимулов, состоящих из мерцающих шахматных фигур.

### ЭЭГ
ЭЭГ также использовалась для того, чтобы распознать, знакома ли информация испытуемому с помощью связанного с событием потенциала (P300), который называют "дактиллоскопией мозга".

## Ограничения
Было отмечено, что считывание данных с мозга имеет немало ограничений. "На практике точных реконструкций невозможно добиться никаким из алгоритмов реконструкции на основе сигналов активности мозга, полученных с помощью ФМРТ. Это связано с тем, что все реконструкции неизбежно будут ограничены неточностями в моделях кодирования и шумом в измеряемых сигналах"[кто?].

## Этические проблемы
Поскольку технология сканирования мозга становится все более эффективной, эксперты признают важность дискуссии, как и когда ее следует использовать. Одной из потенциальных областей применения является уголовное расследование. Многие американские ученые счиатют, что принудительное чтение мозга и тесты на полиграфе нарушают право не свидетельствовать против себя, установленное в 5-й поправке. Одно из мнений состоит в том, что необходимо принять решение, приравнять ли визуализацию мозга к даче показаний или взятию ДНК, крови или спермы. Пол Рут Вольпе, директор Центра этики Университета Эмори в Атланте, предсказывает, что этот вопрос будет решаться в Верховном суде.
За пределами Соединенных Штатов идентификация мыслей уже используется в расследованиях. В 2008 году индийская женщина была осуждена за убийство после того, как электроэнцефалограмма ее мозга якобы показала, что обстоятельства отравления ее бывшего жениха ей знакомы. Однако, достоверность результатов подобных процедур подвергается сомнению.
The Economist призвал людей "бояться" будущих последствий, и некоторые специалисты по этике утверждают, что законы о конфиденциальности должны защищать также личные мысли. Ученый-юрист Хэнк Грили утверждает, что судебные системы могли бы извлечь выгоду из такой технологии, а специалист по нейроэтике Джулиан Савулеску утверждает, что данные мозга ничем не отличаются от других видов доказательств. В журнале Nature журналист Лиам Дрю пишет о новых проектах по подключению устройств считывания мозга к синтезаторам речи или другим устройствам вывода данных для помощи парализованным людям. Такие устройства вызывают опасения о случайном воспроизведении "внутренних мыслей" пациента, а не только того, что он сознательно хочет сказать.

## История

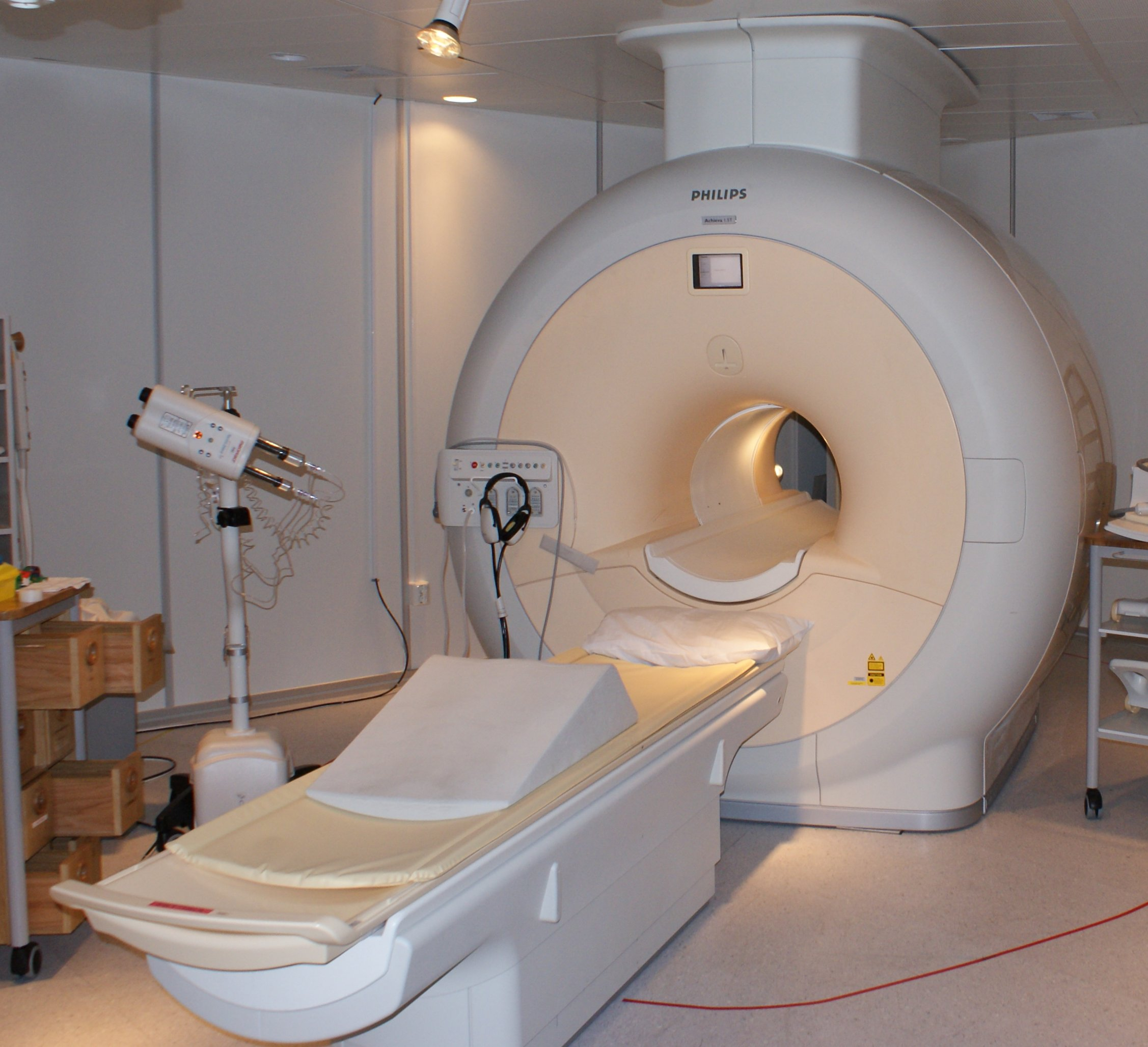
MRI scanner that could be used for Thought Identification

Психолог Джон-Дилан Хейнс совершил прорыв в исследованиях визуализации мозга в 2006 году с помощью ФМРТ. Это исследование включало новые результаты в области визуального распознавания объектов, отслеживания динамических психических процессов, обнаружения лжи и расшифровки бессознательной обработки. Сочетание этих четырех открытий выявило такой значительный объем информации о мыслях человека, что Хейнс назвал это "чтением мозга".
ФМРТ позволила значительно расширить исследования, поскольку она может отслеживать активность в мозге человека, измеряя кровоток в мозге. В настоящее время считается, что это лучший метод измерения мозговой активности, поэтому он использовался в многочисленных исследовательских экспериментах, чтобы улучшить понимание того, как врачи и психологи могут идентифицировать мысли.
В исследовании 2020 года ИИ, использующий имплантированные электроды, мог правильно расшифровать предложение, прочитанное вслух из набора тестов из пятидесяти предложений, в 97 % случаев, учитывая 40 минут обучающих данных на участника.

## Направления дальнейших исследований
Эксперты не уверены в том, как далеко может зайти идентификация мыслей, но Марсель Джаст в 2014 году заявил, что уже через 3-5 лет появится машина, способная читать сложные мысли, такие как "Я ненавижу такого-то".
Дональд Маркс, основатель и главный научный сотрудник MMT, работает над воспроизведением мыслей людей после их записи.
Исследователи из Калифорнийского университета в Беркли уже добились успеха в формировании, стирании и реактивации воспоминаний у крыс. Маркс говорит, что они работают над применением тех же методов к людям. Это открытие может иметь большое значение для ветеранов войны, страдающих посттравматическим расстройством.
Также проводятся дальнейшие исследования в области анализа мозговой активности во время видеоигр для распознавания преступников, нейромаркетинга и использования сканирования мозга в целях обеспечения государственной безопасности.

## В популярной культуре
В эпизоде "Черная дыра” американского сериала “Доктор Хаус”, который вышел в эфир 15 марта 2010 года, было показано экспериментальное устройство "когнитивной визуализации", которое предположительно позволяло видеть подсознание пациента. Сначала пациент был помещен в подготовительную фазу продолжительностью шесть часов, которая заключалась в просмотре видеоклипов, и был подключен к устройству нейровизуализации, похожему на электроэнцефалографию или функциональную спектроскопию ближнего инфракрасного диапазона, для обучения классификатору нейровизуализации. Затем пациенту вводили сумеречную анестезию, и с помощью того же устройства пытались понять, что происходит в голове пациента. Вымышленный эпизод несколько предвосхитил исследование Нишимото и др. опубликовано в следующем году, в котором вместо этого использовалась МРТ.